# Brumado
Brumado, amtlich Municipio de Brumado, ist eine Mittelstadt im Bundesstaat Bahia in Brasilien in der Região Nordeste. Brumado hat gemäß einer Schätzung des brasilianischen Instituts für Geographie und Statistik (IBGE) 67.195 Einwohner (Stand: 1. Juli 2019), die Brumadenser (portugiesisch: brumadenses) genannt werden.
Der Human Development Index (HDI) in der Stadt beträgt den mittleren Wert 0,656. Die Stadt ist als Capital do Minério (Hauptstadt des Bergbaus) bekannt durch die vielen Mineralien im Boden, die die Grundlage seiner Wirtschaft und seiner großen Bergbauunternehmen ist.

## Geographie
Brumado liegt 555 km entfernt von der Landeshauptstadt Salvador da Bahia. Die Fläche beträgt 2207,612 Quadratkilometer. Die Kernstadt nimmt dabei eine Fläche von 2174 Quadratkilometern ein und liegt auf einer Höhe von 454 Metern. Nachbargemeinden von Brumado sind Livramento de Nossa Senhora, Dom Basílio, Aracatu, Rio de Contas, Malhada de Pedras, Tanhaçu, Ituaçu, Rio do Antônio, und Caraíbas.

## Bevölkerungsentwicklung
Quelle: IBGE (Angabe für 2019 ist lediglich eine Schätzung).
Laut Index lag die Säuglingssterblichkeit im Jahr 2000 bei 35,33 pro Tausend und 2010 bei 18,10. Die Lebenserwartung bei Geburt lag 2000 bei 67,12 Jahren und 2010 bei 73,41 Jahren.

## Ethnische Zusammensetzung
Ethnische Gruppen nach der statistischen Einteilung des IBGE (Stand 2000 mit 62.148 Einwohnern, Stand 2010 mit 64.602 Einwohnern): Von diesen lebten 2010 45.131 Einwohner im städtischen Bereich und 19.471 im ländlichen Raum.
| Gruppe      | Anteil 2000 | Anteil 2010 | Anmerkung                        |
| ----------- | ----------- | ----------- | -------------------------------- |
| Brancos     | 29.989      | ▼ 27.403    | Weiße, Nachfahren von Europäern  |
| Pardos      | 27.682      | ▲ 33.475    | Mischrassige, Mulatten, Mestizen |
| Pretos      | 3.991       | ▼ 3.346     | Schwarze                         |
| Amarelos    | 72          | ▲ 321       | Asiaten                          |
| Indígenas   | 51          | ▲ 57        | indigene Bevölkerung             |
| ohne Angabe | 362         | –           |                                  |

## Verkehr
Brumado liegt an den Landstraßen BA-262, BA-148 sowie der Bundesstraße BR-030 und ist somit ein Hauptverkehrsknotenpunkt. Zudem ist die Stadt über eine Linie der Ferrovia Centro Atlântica an das brasilianische Eisenbahnnetz angebunden.

## Persönlichkeiten
- Alan Pinheiro (* 1992), Fußballspieler
- José Artur de Lima Junior (* 1996), Fußballspieler
- Júnior Brumado (* 1999), Fußballspieler